# Турнир столетия Футбольной лиги
Турнир столетия Футбольной лиги (англ. Football League Centenary Tournament; официальное спонсорское название — Mercantile Credit Football Festival) — английский товарищеский футбольный турнир, который прошёл в сезоне 1987/88 в рамках празднования 100-летнего юбилея с момента образования Футбольной лиги. Финальная часть турнира прошла 16 и 17 апреля 1988 года. Победу в нём одержал «Ноттингем Форест».
Мероприятие не смогло собрать полные стадионы: в первый день средняя посещаемость матчей составила 41,5 тысячу зрителей, а финал на «Уэмбли» собрал только 17 тысяч. Низкая посещаемость была связана, в том числе, с отсутствием ведущих лондонских клубов («Арсенала», «Тоттенхэм Хотспур», «Вест Хэм Юнайтед» и «Челси»).
Победу в турнире одержал «Ноттингем Форест», обыгравший в финале «Шеффилд Уэнсдей» в серии пенальти несмотря на отсутствие на матче главного тренера «Форест» Брайана Клафа. Главной сенсацией турнира стал клуб Четвёртого дивизиона «Транмир Роверс», который годом ранее с трудом избежал выбывания из Футбольной лиги, а на турнире дошёл до полуфинала, победив по пути клубы высшего дивизиона «Уимблдон» и «Ньюкасл Юнайтед» и уступив лишь клубу «Ноттингем Форест» по пенальти.

## Предыстория
Столетний юбилей основания Футбольной лиги был отмечен целым рядом событий, прошедших с середины 1987 года по 1988 год. 8 августа 1987 года на «Уэмбли» прошёл матча между сборной Футбольной лиги и сборной мира (капитаном первой был Брайан Робсон, капитаном второй — Диего Марадона); матч завершился победой сборной Футбольной лиги со счётом 3:0 благодаря голу Нормана Уайтсайда и «дублю» Брайана Робсона. 25 ноября 1987 года чемпион Англии «Эвертон» сыграл с чемпионом ФРГ «Баварией» (на тот момент все английские клубы были дисквалифицированы из еврокубков после эйзельской трагедии); матч завершился победой «ирисок» со счётом 3:1. В августе — октябре 1988 года прошёл Трофей столетия Футбольной лиги, в котором сыграли 8 английских клубов; в финале «Арсенал» обыграл «Манчестер Юнайтед» со счётом 2:1. В целом праздничные мероприятия, спонсором которых стала компания Mercantile Credit, подверглись критике как слишком затянутые и скучные.

## Турнир
Турнир столетия Футбольной лиги изначально задумывался как турнир для всех 92 клубов, входящих в Футбольную лигу, чтобы каждая из команд имела возможность сыграть на легендарном «Уэмбли». Однако в итоге в турнир были приглашены только 16 команд, выбранных на основании очков, которые они набрали в матчах чемпионата (из всёх четырёх дивизионов) за определённый промежуток времени.

### Участники
В турнире приняло участие 16 клубов:
| Дивизион           | Команды                 |
| ------------------ | ----------------------- |
| Первый дивизион    | Эвертон                 |
| Первый дивизион    | Ливерпуль               |
| Первый дивизион    | Лутон Таун              |
| Первый дивизион    | Манчестер Юнайтед       |
| Первый дивизион    | Ньюкасл Юнайтед         |
| Первый дивизион    | Ноттингем Форест        |
| Первый дивизион    | Шеффилд Уэнсдей         |
| Первый дивизион    | Уимблдон                |
| Второй дивизион    | Астон Вилла             |
| Второй дивизион    | Блэкберн Роверс         |
| Второй дивизион    | Кристал Пэлас           |
| Второй дивизион    | Лидс Юнайтед            |
| Третий дивизион    | Сандерленд              |
| Третий дивизион    | Уиган Атлетик           |
| Четвёртый дивизион | Транмир Роверс          |
| Четвёртый дивизион | Вулверхэмптон Уондерерс |

### Суббота, 16 апреля 1988
В первый день прошло два раунда: раунд открытия и четвертьфиналы. Каждый матч на этой стадии длился по 40 минут. Из-за столь короткой продолжительности 7 из 12 матчей этого этапа завершились вничью (5 из них — без забитых мячей), после чего прошли серии послематчевых пенальти.
Команды, выигравшие в серии послематчевых пенальти, отмечены символом .

#### Раунд открытия
| Команда 1      | Счёт | Команда 2               |
| -------------- | ---- | ----------------------- |
| Транмир Роверс | 1:0  | Уимблдон                |
| Лидс Юнайтед   | 0:3  | Ноттингем Форест        |
| Лутон Таун     | 0:2  | Манчестер Юнайтед       |
| Астон Вилла    | 0:0  | Блэкберн Роверс         |
| Эвертон        | 1:1  | Вулверхэмптон Уондерерс |
| Кристал Пэлас  | 0:0  | Шеффилд Уэнсдей         |
| Уиган Атлетик  | 0:0  | Сандерленд              |
| Ливерпуль      | 0:0  | Ньюкасл Юнайтед         |

#### Четвертьфиналы
| Команда 1        | Счёт | Команда 2         |
| ---------------- | ---- | ----------------- |
| Ньюкасл Юнайтед  | 0:2  | Транмир Роверс    |
| Ноттингем Форест | 0:0  | Астон Вилла       |
| Эвертон          | 0:1  | Манчестер Юнайтед |
| Шеффилд Уэнсдей  | 1:1  | Уиган Атлетик     |

### Воскресенье, 17 апреля 1988
Полуфиналы и финал прошли в воскресенье. Матчи длились по 60 минут.

#### Полуфиналы
| Команда 1       | Счёт | Команда 2         |
| --------------- | ---- | ----------------- |
| Транмир Роверс  | 2:2  | Ноттингем Форест  |
| Шеффилд Уэнсдей | 2:1  | Манчестер Юнайтед |

#### Финал
| Команда 1        | Счёт | Команда 2       |
| ---------------- | ---- | --------------- |
| Ноттингем Форест | 0:0  | Шеффилд Уэнсдей |